# Al-Burj (Hébron)
al-Burj, en arabe : البرج, est un village du gouvernorat de Hébron en Palestine, situé à 20 km au sud-ouest de Hébron, au sud-ouest de la Cisjordanie.
Selon le recensement du bureau central palestinien des statistiques, la localité compte une population de 3 205 habitants en 2017.